# Europa, Rom
Europa, även benämnt EUR, är Roms trettioandra quartiere och har beteckningen Q. XXXII. Quartiere Europa är uppkallat efter EUR. Quartiere Europa bildades år 1961.

## Kyrkobyggnader
- Cappella della Casa Generalizia dei Fratelli Maristi
- Santi Pietro e Paolo
- Santa Maria del Terzo Millennio alle Tre Fontane
- San Gregorio Barbarigo

## Övrigt
- Palazzo della Civiltà Italiana
- Palazzo dei Congressi
- Museo della Civiltà Romana
- Palazzo degli Uffici
- Palazzo dello Sport
- Piscina delle Rose
- Velodromo Olimpico

## Bilder
| - Santi Pietro e Paolo. - San Gregorio Barbarigo. - Palazzo della Civiltà Italiana. |